# Huỳnh Quốc Anh
Quốc Anh Huỳnh, conosciuto anche come Huỳnh Quốc Anh (Quảng Nam, 13 gennaio 1985), è un calciatore vietnamita, centrocampista del Ðà Nẵng e della Nazionale del Vietnam.

## Carriera

### Club
Con il Ðà Nẵng ha disputato 1 incontro di AFC Champions League e 6 di Coppa dell'AFC.

### Nazionale
Nel 2012 ha partecipato al Campionato dell'ASEAN di calcio.

## Palmarès

### Giocatore

#### Club
- V League: 1

Ðà Nẵng: 2012